# Nederlandse gemeenteraadsverkiezingen 1958
De Nederlandse gemeenteraadsverkiezingen 1958 waren reguliere gemeenteraadsverkiezingen in Nederland. Zij werden gehouden op 28 mei 1958.

## Geen verkiezingen in verband met herindeling
In de volgende gemeenten werden op 28 mei 1958 geen reguliere gemeenteraadsverkiezingen gehouden omdat zij recent betrokken geweest waren bij een herindelingsoperatie:
- Herindeling per 1 juli 1957

In de gemeenten Maarssen en Maartensdijk waren herindelingsverkiezingen gehouden op 22 mei 1957.
- Herindeling per 1 januari 1958

In de gemeenten Lith en Maasdriel waren herindelingsverkiezingen gehouden op 27 november 1957.

## Opkomst
| 1958             | # stemmen | %     |
| ---------------- | --------- | ----- |
| Kiesgerechtigden | 6.325.801 |       |
| Geldige stemmen  | 5.806.448 | 91,79 |

## Landelijke uitslagen
| Naam partij                     | # stemmen | % stemmen |
| ------------------------------- | --------- | --------- |
| overige partijen en combinaties | 727.240   | 12,52     |
| KVP                             | 1.925.235 | 33,15     |
| PvdA                            | 1.514.592 | 26,08     |
| VVD                             | 675.849   | 11,64     |
| ARP                             | 303.099   | 5,22      |
| CHU                             | 301.870   | 5,20      |
| CPN                             | 194.134   | 3,34      |
| SGP                             | 72.367    | 1,25      |
| PSP                             | 55.125    | 0,95      |
| GPV                             | 36.937    | 0,64      |